# Dialekt egipski języka arabskiego

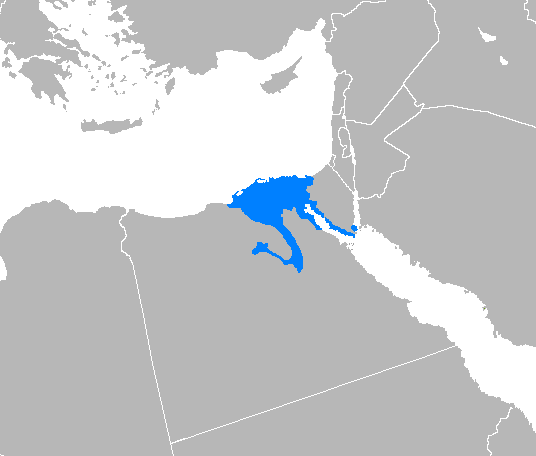
Zakres geograficzny występowania dialektu egipskiego (kairskiego)

Dialekt egipski języka arabskiego (arab. ‏اللغه المصريه الحديثه‎ albo مصرى il-lahga l-maṣriyya l-ʕammiyya) – odmiana języka arabskiego należąca do grupy wschodniej, używana na terenie dolnego Egiptu. Często jest utożsamiana z dialektem kairskim, cieszącym się największym prestiżem, określanym lokalnie jako maṣri (egipski), który jednakże znacznie się różni od dialektów górnego Egiptu. Ze względu na aktywność mediów i popularności filmów egipskich odmiana kairska jest powszechnie zrozumiała również poza granicami Egiptu. W odróżnieniu od innych dialektów arabskich często też bywa zapisywana, powstaje też literatura w tym dialekcie. Dużą popularnością cieszą się zwłaszcza sztuki teatralne, tzw. masrahiyya. Dialekt ten ma swoją wersję językową Wikipedii. 

## Fonologia
W porównaniu do literackiego języka arabskiego w dialekcie kairskim zaszły następujące zmiany fonologiczne:
- Zastąpienie „q” we wszystkich pozycjach przez zwarcie krtaniowe np. 'alb zamiast qalb (serce)
- Wymowa „dż” jako „g” np. gabal zamiast dżabal (góra)

## Kod języka
Według norm ISO 639-2/ISO 639-3 kodem dla tego dialektu jest skrót arz.